# Nicole Malachowski

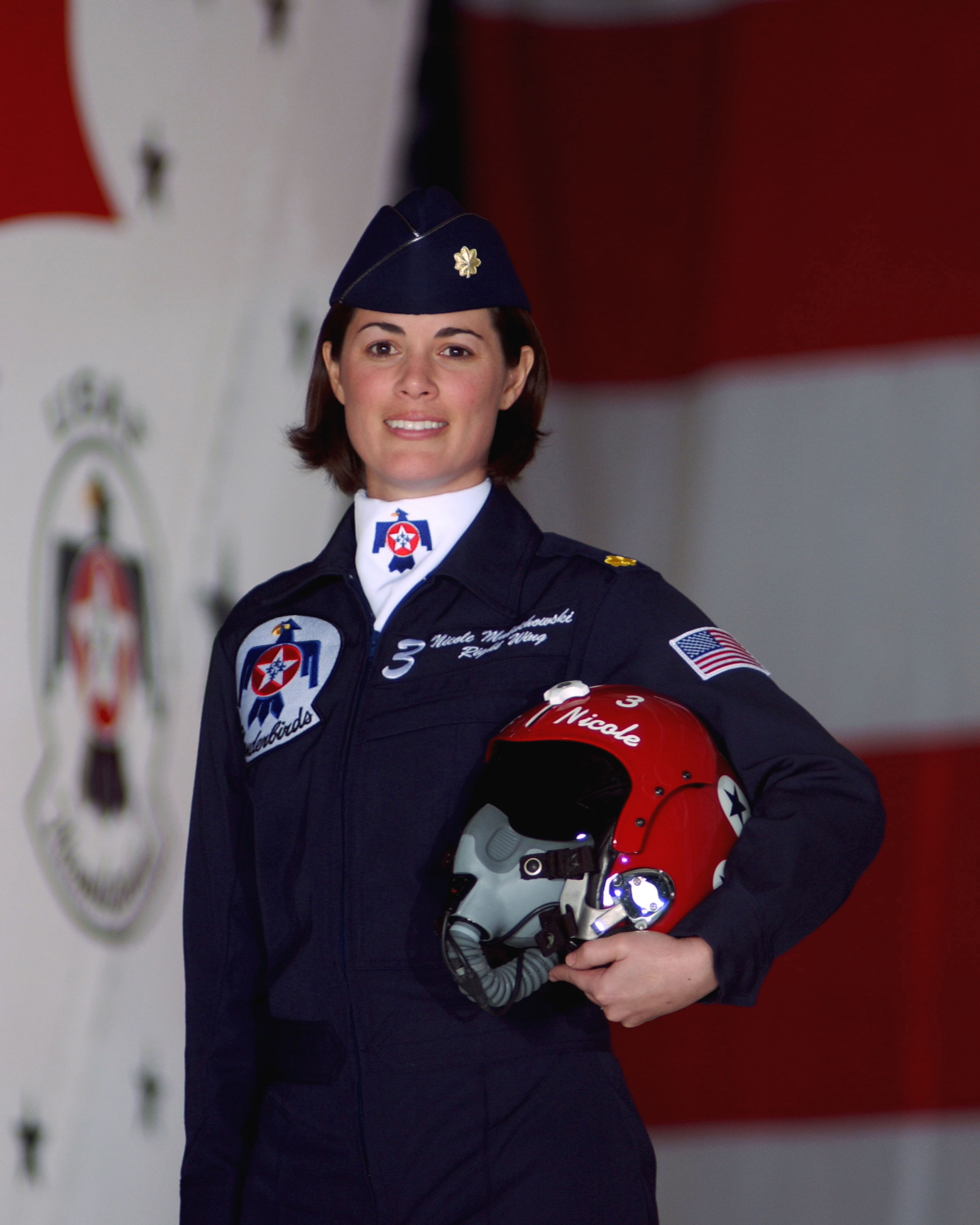
Nicole Malachowski in der Uniform der Thunderbirds

Nicole Malachowski (* 1974 im US-Bundesstaat Nevada als Nicole Ellingwood) ist eine Pilotin der Luftstreitkräfte der Vereinigten Staaten im Rang eines Obersts. Sie ist die erste Frau, die in die Thunderbirds, einer Kunstflugstaffel ihrer Teilstreitkraft, aufgenommen wurde. Nicole Malachowski genießt eine große Popularität über die gesamten Vereinigten Staaten hinweg. Ihre Beförderung im Jahre 2006 heizte eine laufende Debatte über eine weitere Öffnung der Streitkräfte der Vereinigten Staaten für Frauen an.
Malachowski schloss 1992 in Las Vegas die High School erfolgreich ab. Nach Abschluss ihres Bachelorstudiengangs in Management mit Französisch im Nebenfach an der Akademie der Air Force trat sie in deren aktiven Dienst ein.
Bei der 494th Fighter Squadron im britischen Lakenheath bildete sie später angehende Piloten auf der F-15 Strike Eagle aus und flog selbst fast 2000 Stunden in der F-15E und in der F-16.